# Хосанк
Хосанк (арм. Հոսանք), также известное как Армяно-Арийское Расовое Политическое Движение (арм. Հայ-արիական ռասայական քաղաքական շարժում) — ультраправое неонацистское политическое движение. Основано в 2021 году американцем армянского происхождения Айком Назаряном.

## История
1 января 2024 года члены группы прошли парадом по центру Еревана со стилизованными под нацистский флагами. Армянские последователи Гитлера в январе 2024 года провели шествие в центре столицы с демонстрацией соответствующей символики, лозунгами и нацистскими приветствиями.

## Идеология
Движение призывает к созданию могущественного армянского государства, которое включает в себя исторические территории Армении, а также Арцах. Движение поддерживает превосходство белой расы и разрешает получать гражданство в стране только лицам, имеющим полностью армянское происхождение, а также поощряет репатриацию из армянской диаспоры. Кроме того, движение поддерживает только европейцев, постоянно проживающих в Армении, называя неевропейцев «временными гостями». Движение призывает к созданию «верховного лидера», который будет управлять страной и избираться меньшинством граждан, признанных достойными голосовать.
Движение призывает Армению быть максимально независимой от других стран, отвергает иностранные инвестиции и разрешает владеть собственностью только гражданам Армении. Движение стремится запретить все иностранные СМИ и поддерживает распространение национал-социалистической пропаганды. Движение призывает устранить любое иностранное влияние на армянскую культуру. Движение поддерживает укрепление и расширение Вооружённых сил Армении и призывает Армению стать самой милитаризованной страной в мире. Движение также выступает против прав ЛГБТ, межрасовых браков, мультикультурализма, расового равенства, феминизма, сионизма, марксизма, пантюркизма и анархизма. Движение стремится защитить арийскую расу и поддерживает создание союзов с другими «арийскими народами».